# Habrotrocha heinisi
Habrotrocha heinisi är en hjuldjursart som beskrevs av Bartoš 1951. Habrotrocha heinisi ingår i släktet Habrotrocha och familjen Habrotrochidae. Inga underarter finns listade i Catalogue of Life.